# Rocha de cobertura
A rocha de cobertura é um tipo de rocha mais dura ou mais resistente que cobre um tipo de rocha mais fraca ou menos resistente.  Os tipos comuns de rochas de cobertura são o arenito e a rocha ultramáfica. Em processos tais como a retração da costa, a rocha de cobertura controla a taxa de erosão da costa. Assim como a rocha mole é retirada, às vezes o mesmo ocorre com a rocha de cobertura. A rocha de cobertura também é encontrado no topo das mesas.

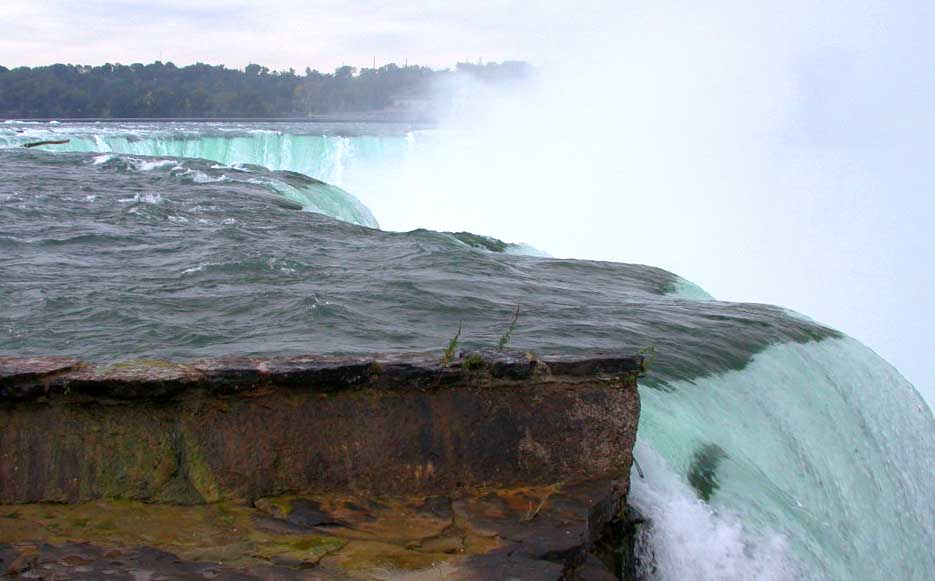
Cataratas Horseshoe
Parte da escarpa Niágara

A escarpa Niágara, sobre a qual as Cataratas do Niágara fluem, é um exemplo de escarpa. Nas Cataratas do Niágara a rocha de cobertura é o leito acima das cataratas, evitando a rápida erosão. Na foto ao lado, a fina camada escura em primeiro plano, onde a água ainda não está caindo, é a rocha de cobertura. A rocha de cobertura do Niágara é feito de calcário dolomítico (dolomito).

## Petróleo
Na indústria do petróleo, rocha de cobertura é uma formação não-permeável que pode aprisionar o óleo, gás ou água, prevenindo a sua migração para a superfície. Esta trapa pode criar um reservatório de óleo, gás ou água embaixo dela, sendo o objetivo primário para as indústrias do ramo.

## Domas salinos
Os topos de domas salinos, tais como os do Golfo do México, se dissolvem em uma característica particular, podendo variar entre 0 – 1 500 pés (460 metros) de espessura.  A halita é removida primeiramente, deixando para trás gipsita e anidrita. A anidrita e a gipsita reagem com matéria orgânica para formar calcita.  O artigo de Murray em 1966 descreve uma sequência geral como sedimentos-calcita-gipsita-anidrita-sal.